# Panekan (Eromoko)
Panekan is een bestuurslaag in het regentschap Wonogiri van de provincie Midden-Java, Indonesië. Panekan telt 2269 inwoners (volkstelling 2010).